# Zeca Baleiro
José Ribamar Coelho Santos (Arari, 11 de abril de 1966), conocido como Zeca Baleiro, es un cantautor brasileño, uno de los principales referentes de la nueva generación de la Música Popular Brasileña. 

## Nombre y apodo
Su verdadero nombre es José do Ribamar Coelho Santos, muy común en su estado natal debido a la figura de San José do Ribamar a la cual los maranhenses pagan promesas. En relación con el apodo por el cual es conocido, es común denominar "Zeca" a los Josés en Brasil, mientras que Baleiro se refiere a su hábito de consumir compulsivamente caramelos (balas en portugués) y golosinas.

## Carrera musical
A pesar de llevar una carrera de 12 años antes de su primer disco en 1997, su salto a la fama fue en ese mismo año con su participación en el MTV Unplugged de Gal Costa con la canción A flor da pele. En los años siguientes grabaría cinco discos más con participaciones junto a otros cantores Brasil como: Chico César, Rita Ribeiro, Paulinho Moska, Lenine, Zeca Pagodinho, Ze Ramalho.
Su música mezcla muchos ritmos tradicionales brasileños: samba, pagode, baião con elementos del rock, pop y de la música electrónica con un modo muy particular de tocar la guitarra. Sus letras mezclan de forma inteligente humor y poesía.

## Discografía
- Por Onde Andará Stephen Fry?, 1997
- Vô Imbola, 1999
- Líricas, 2000
- Pet Shop, Mundo Cão,2002
- Daqui pra lá, de lá pra cá, 2003
- Baladas do Asfalto & Outros Blues, 2005
- Lado Z, 2007
- O Coração do Homem-Bomba - Volume 1 y 2, 2008
- O disco do ano, 2012